# Prurido anal
O prurido anal é um sintoma que se caracteriza pela coceira na região anal, e ocorre principalmente em homens. Dentre as causas estão a hemorroida, a fissura anal, as parasitoses (principalmente oxiúros), alergias e as doenças dermatológicas (micoses, psoríases, dermatites). A higiene anal também tem um aspecto importante na fissura anal, já que tanto a falta quanto o excesso podem desencadear o prurido.
O tratamento consiste na retirada dos fatores agressores (nos casos das alergias), realizar a higiene de forma adequada, tratar as doenças de pele e as doenças anais.